# جوایز موسیقی ارمنیان
جوایز موسیقی ارمنیان (ارمنی: Հայկական երաժշտական մրցանակաբաշխություն؛ انگلیسی: Armenian Music Awards (AMA)) یک مراسم سالانه جوایز موسیقی بود که برای اولین بار در تئاتر الکس در گلندیل، کالیفرنیا در ۷ اکتبر ۱۹۹۸ برگزار شد. این جوایز برای هشت سال نخست توسط پیتر باهلاوانیان ایجاد و تولید شد که می‌خواست از هنرمندان ارمنی حمایت کند و فرهنگ ارمنی را بسازد.
جوایز از چندین دسته مختلف از ۲۰ تا ۳۰ سال به سال تشکیل شده‌است. هنرمندان متعددی در طول شب به اجرای زنده می‌پردازند.
نامزدها و برندگان توسط هیئتی از داوران تعیین می‌شوند که قبل از شب رویدادها به مجموعه‌های آنلاین سی دی یا ام‌پی‌تری گوش می‌دهند. با این حال، دسته‌بندی‌هایی وجود دارد که توسط عموم مردم رای می‌دهند. رأی‌گیری از طریق مکان‌های رأی‌گیری آنلاین انجام می‌شود. همچنین رای‌گیری پیامکی نیز در سال ۲۰۰۷ معرفی شد. دسته‌بندی‌هایی که توسط عموم رای داده می‌شوند عبارتند از بهترین آهنگ سال، بهترین آهنگ دوئت سال، و بهترین هنرمند مرد و زن سال.
دهمین دوره جوایز سالانه موسیقی ارمنی در ۱۳ دسامبر ۲۰۰۹ در {{یادچپ|Nokia Theatre L.A Live{{ برگزار شد.
اکتبر ۲۰۱۸ بیستمین دوره جوایز موسیقی ارمنیان می‌باشد و برای جشن گرفتن این رویداد، در طول سالیان سال، گردهمایی‌های تلویزیونی با شرکت کنندگان مختلف برگزار می‌شود.

## برندگان سرشناس جایزه
* شارل آزناوور
- سیستم آو ا داون
- The Beautified Project
- جیوان گاسپاریان
- شر[۱]
- Eileen Khatchadourian
- Nune
- اندی
- آرا گئورگیان
- گور مخیتاریان
- آلا لوونیان
- هاروت پامبوکجیان
- آندره
- Anush Hovnanyan
- هایکو
- سیروشو
- Jacob Armen
- آدیس هارماندیان
- مایکل بروک
- Gary Kesayan
- واکو
- خاچاطور آوتیسیان
- روبن هاخوردیان
- Georgi Minassian
- Elon Sarafyan
- میشل گانیان
- ساکو
- تاتئویک
- آرام آسادریان
- تیگران مانسوریان
- لوریس چکناواریان
- تاتا سیمونیان
- رازمیک مانسوریان
- آرمن آناسیان
- Nor Dar
- Garo Sarafian
- George Baghdoyan
- شوشان پتروسیان